# Harvard Society of Fellows
La Harvard Society of Fellows est une association d'universitaires reconnus pour leur potentiel académique, et à qui est proposé une bourse en vue de leur développement individuel et communautaire.

## Organisation
Les boursiers (junior fellows) sont proposés et sélectionnés par les anciens boursiers ; ils reçoivent une allocation pour trois ans, au cours desquels ils mènent des recherches indépendantes à l'université Harvard dans n'importe quelle discipline, sans être tenus de satisfaire aux exigences officielles d'un diplôme. La seule condition est qu'ils restent en résidence à Cambridge (Massachusetts) pour la durée de leur bourse.
Les sociétaire en sont membres à vie.
Les bourses sont financées par une donation d'Abbott Lawrence Lowell, alors président émérite de Harvard. Le montant de la bourse est de 80 000 dollars pour l'année 2018-2019, les boursiers ont par ailleurs accès libre aux installations universitaires.

## Histoire
En 1933, le président de Harvard, Abbott Lawrence Lowell, dans le but de limiter l'influence du Ph.D. sur le milieu universitaire, estimant que ses exigences formelles étouffaient la créativité, fonde la Society of Fellows comme alternative au système de doctorat, accordant aux boursiers la liberté de poursuivre des pistes de recherche qui dépassent les frontières traditionnelles des disciplines universitaires. Située à l'origine dans une suite de deux pièces à Eliot House, l'un des douze collèges résidentiels de l'université, la société a été fermée aux femmes jusqu'en 1972, année où Martha Nussbaum est la première femme choisie comme junior fellow.

## Membres renommés
Parmi les membres les plus connus sont :
le philosophe  Willard Van Orman Quine; le comportementaliste Burrhus Frederic Skinner; le double prix Nobel John Bardeen; l'économiste Paul Samuelson; l'historien Arthur Meier Schlesinger Jr.; le conseiller du président McGeorge Bundy; l'historien et philosophe des sciences  Thomas Samuel Kuhn; le linguiste Noam Chomsky; le biologiste Edward Osborne Wilson; le cogniticien  Marvin Minsky; le philosophe Saul Kripke; le physicien théoricien Ed Witten lauréat de la médaille Fields, le mathématicien David Mumford, le mathématicien et physicien théoricien Thomas Willwacher (2010-2013).

## Article lié
- Liste des Harvard Junior Fellows (en)